# Euclides da Cunha (Bahia)
Euclides da Cunha é um município brasileiro no interior do estado da Bahia, localizado no Nordeste Baiano. Localiza-se a uma latitude 10º30'27" sul e a uma longitude 39º00'57" oeste, estando a uma altitude de 472 metros. Sua população, de acordo com a estimativa de 2024, era de 64 547 habitantes, segundo o IBGE.  Possui uma área total de 2 028,421 km².

## Topônimo
O primeiro nome da cidade e município de Euclides da Cunha foi Cumbe, topônimo este que, segundo Ramos (2008, p. 320), é oriundo do quicongo e significa “cidade”.
Em 1938, graças à sugestão do escritor José Aras, o nome do município foi alterado de Cumbe para Euclides da Cunha, em homenagem ao engenheiro militar, jornalista e escritor Euclides Rodrigues Pimenta da Cunha (1866-1909), autor da célebre obra “Os Sertões” (1902), que narra e faz uma análise profunda da Guerra de Canudos, ocorrida na região do município.

## História
Os primeiros habitantes da região de Euclides da Cunha foram os indígenas Kaimbés, pertencentes ao grupo dos cariris.
Em 1639, para catequisar os kaimbés e protegê-los da expansão da pecuária ligada à Casa da Torre, os jesuítas fundaram a missão de Massacará, a primeira do semiárido brasileiro. Em 1759, quando o Marquês de Pombal decretou a expulsão dos jesuítas do Império Português, o convento de Massacará foi destruído. Dos tempos dos jesuítas em Massacará, resta apenas a capela.
O território do município de Euclides da Cunha foi colonizado no século XIX, com a chegada e fixação de famílias oriundas de regiões circunvizinhas, sobretudo de Monte Santo e Tucano, que se dedicaram à lavoura e pecuária.
Em meados do século XIX, formou-se uma feira livre, onde eram vendidos produtos agrícolas da região, como milho, feijão, fumo e farinha, além de gado bovino e caprino. Com a inauguração, em 1868, do açude Tanque da Nação, localizado nas proximidades da feira livre e construído por José Higino dos Santos Lobo, começou a se formar, ao redor desse comércio, na fazenda do Major Antônio Francisco dos Reis (Major Antonino), o povoado de Cumbe (atual cidade de Euclides da Cunha), cuja origem e desenvolvimento se devem a José Higino e ao Major Antonino. Posteriormente, nessa povoação, ergueu-se uma capela em louvor a Nossa Senhora da Conceição.
Com o crescimento populacional, a Lei provincial n° 2.152 de 18 de maio de 1881, elevou o povoado do Cumbe à categoria de freguesia, com o nome Nossa Senhora da Conceição do Cumbe, a qual substituiu a freguesia da Santíssima Trindade de Massacará, extinta pela mesma lei.
A Lei Estadual nº 253, de 11 de junho de 1898, elevou a Freguesia de Nossa Senhora da Conceição do Cumbe à categoria de vila, com o nome de Cumbe, desmembrando-se de Monte Santo.
A Vila de Cumbe foi extinta por meio dos decretos estaduais nº 7.455, de 23 de junho de 1931, e 7.479, de 8 de julho do mesmo ano, sendo reanexada a Monte Santo como um simples distrito.
O município de Cumbe foi recriado novamente por meio do Decreto Estadual n° 8.642, de 19 de setembro de 1933, se desmembrando de Monte Santo, sendo reinstalado em 10 de outubro do mesmo ano.
Em 30 de novembro de 1938, por meio do Decreto Estadual n.º 11.089, o município de Cumbe teve seu nome alterado para Euclides da Cunha.
A Lei Estadual n° 628, de 30 de dezembro de 1953, criou, dentro do município de Euclides da Cunha, o distrito de Massacará, sediado no povoado de mesmo nome.
A Lei Estadual n° 4.405, de 25 de fevereiro de 1985, desmembrou de Euclides da Cunha e elevou à categoria de município o distrito de Canudos. As leis estaduais n° 4.580 e 4.582, ambas do dia 5 de novembro de 1985, elevaram os povoados euclidenses de Caimbé e Aribicé à categoria de distrito. Desde então, o município é constituído dos seguintes distritos: Euclides da Cunha (sede), Massacará, Caimbé e Aribicé.

## Geografia
O município de Euclides da Cunha está localizado no nordeste do estado da Bahia, a uma distância de 315 km de Salvador. Está inserido no chamado “Polígono das Secas” e possui um clima tropical semiárido, com uma temperatura média anual de 24,3°C e uma precipitação média anual de 466 mm.
O relevo euclidense, esculpido em rochas sedimentares da bacia do Tucano-Recôncavo, metassedimentares da faixa de dobramentos sergipana e metamórficas/ígneas do embasamento cristalino, é correspondente a chapadas do Raso da Catarina, cuestas, vales, tabuleiros, pediplanos, serras e morros arredondados, cortados pelos rios e riachos que integram as bacias hidrográficas dos rios Itapicuru e Vaza-Barris. Os solos dos tipos neossolo, alissolo, cambissolo eutrófico, planossolo solódico eutrófico, vertissolo, latossolo vermelho-amarelo álico e luvissolo sustentam a vegetação nativa de Caatinga.

## Demografia
Segundo o censo brasileiro de 2010, a população de Euclides da Cunha é de 56.289 habitantes. A zona urbana compreende 27.416 pessoas e a zona rural, 28.873. Do total, 28.319 são homens e 27.970, mulheres. 38.102 pessoas são alfabetizadas. A estimativa para o ano de 2012 é de 56.962 habitantes.
- 1991 — 51.812
- 1996 — 50.089
- 2000 — 53.885
- 2007 — 56.625
- 2010 — 56.289
- 2012 — 56.962
- 2022 — 61.456

O colégio eleitoral euclidense compreende, com base nos dados do TSE relativos ao ano de 2018, 42.685 eleitores.
- 2010 — 36.564
- 2012 — 39.301
- 2014 — 40.632
- 2016 — 42.040
- 2018 — 42.685
- 2020 — 45.392
- 2022 — 47.234

### Religião
Religiosidade em Euclides da Cunha:
- 80,49% (45.458 hab.): Igreja Católica Apostólica Romana
- 9,15% (5222 hab.): Religiões Evangélicas
- 8,76% (4991 hab.): Sem religião
- 0,30% (187 hab.): Outras
- 0,8% (172 hab.): Espíritas
- 0,5% (121 hab.): Ateus

## Economia
Na agricultura há uma expressiva produção de feijão, milho e mandioca. Na pecuária destacam-se os rebanhos ovinos, suínos, asininos, caprinos e muares. É ainda produtor de galináceos e de mel de abelhas. No setor de bens minerais é produtor de cal e calcário.
O valor da receita do município é de R$ 49.156.861, de acordo com o último censo, e o das despesas é de R$ 44.742.010. O Produto Interno Bruto (PIB), segundo o mesmo censo, é R$ 78.465 para agropecuária, R$ 32.827 para indústria e R$ 202.406 para serviços.
A cidade conta ainda com a exploração mineral do calcário, cal virgem e pedra; conta também com uma fábrica de móveis estofados.

## Feriados municipais
- São João (24 de junho)
- Aniversário de Emancipação Política (19 de setembro)
- Consciência Negra (20 de novembro)
- Nossa Senhora da Conceição (8 de dezembro)

## Filhos ilustres
- José Higino Lobo, político
- José Aras, escritor
- João Siqueira Santos, historiador
- Pedro Sertanejo, músico
- Salomão do Nascimento Rehem, político